# Carmela Troncoso
Carmela González Troncoso (Vigo, 1982) è un'ingegnere e attivista spagnola, ricercatrice specializzata in privacy e attivista LGBT.
Attualmente è professore presso l'École Polytechnique Fédérale de Lausanne (EPFL) in Svizzera e responsabile del laboratorio SPRING (Security and Privacy Engineering Laboratory). Carmela Troncoso ha ottenuto il riconoscimento per la sua guida del team europeo che ha sviluppato il protocollo DP-3T che mira alla creazione di un'applicazione per facilitare il tracciamento delle persone infette da COVID-19 senza compromettere la privacy dei cittadini. Attualmente è membro della Swiss National COVID-19 Science Task Force nel gruppo di esperti in Digital Epidemiology. Nel 2020 è stata inserita tra i 40 Under 40 della rivista Fortune.

## Biografia

### Carriera
Troncoso ha studiato ingegneria all'Università di Vigo e nel 2006 si è laureata in ingegneria delle telecomunicazioni. È andata a KU Leuven per lavorare al suo dottorato di ricerca su "Metodi di progettazione e analisi per le tecnologie della privacy" sotto la supervisione di Bart Preneel e Claudia Díaz. Ha continuato presso KU Leuven come post-dottorato prima di entrare a far parte di Gradiant, il centro di ricerca e sviluppo della Galizia nelle telecomunicazioni avanzate, come responsabile tecnico per la sicurezza e la privacy. Nell'ottobre 2015 Troncoso è entrata a far parte dell'IMDEA Software Institute (Spagna) come membro della facoltà. Da novembre 2017 è professoressa presso il laboratorio SPRING (Security and Privacy Engineering Laboratory) presso l'École Polytechnique Fédérale de Lausanne (EPFL) in Svizzera.

### Pandemia di Covid-19
Nel 2020, durante la crisi della pandemia di Covid-19, guida un team di oltre 30 persone provenienti da undici istituzioni europee che lavorano per sviluppare il protocollo DP-3T per creare un'applicazione informatica che tenga traccia dei contatti e allo stesso tempo rispetti la privacy con l'obiettivo di far sapere ai cittadini se sono stati vicini a qualcuno che giorni dopo risulta positivo al virus. È la prima autrice del white paper sull'applicazione del protocollo DP-3T. Google ha dichiarato di essersi ispirato al protocollo DP-3T.

## Distinzioni
A settembre 2020,  è entrata a far parte dei "40 influent people" ( 40 Under 40 ) nella categoria tecnologia nominata dalla rivista Fortune.
Dal 2020 è membro della Swiss National COVID-19 Science Task Force, del comitato consultivo scientifico corona del Consiglio federale svizzero e dei cantoni . È membro del gruppo di esperti in Epidemiologia Digitale.